# Cafon Jašan Merkaz

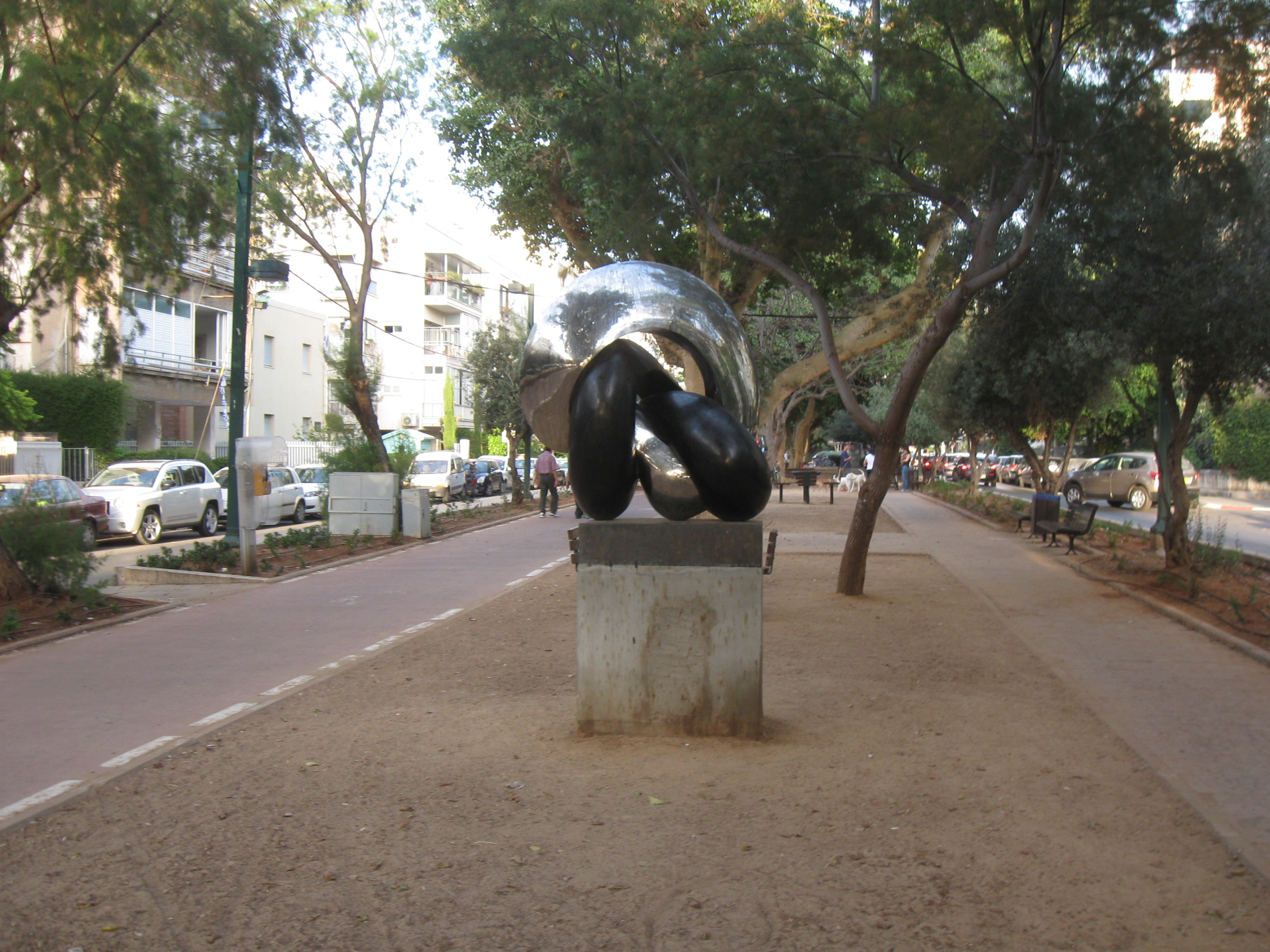
Zástavba v čtvrti Cafon Jašan Merkaz, třída Sderot Ben Gurion

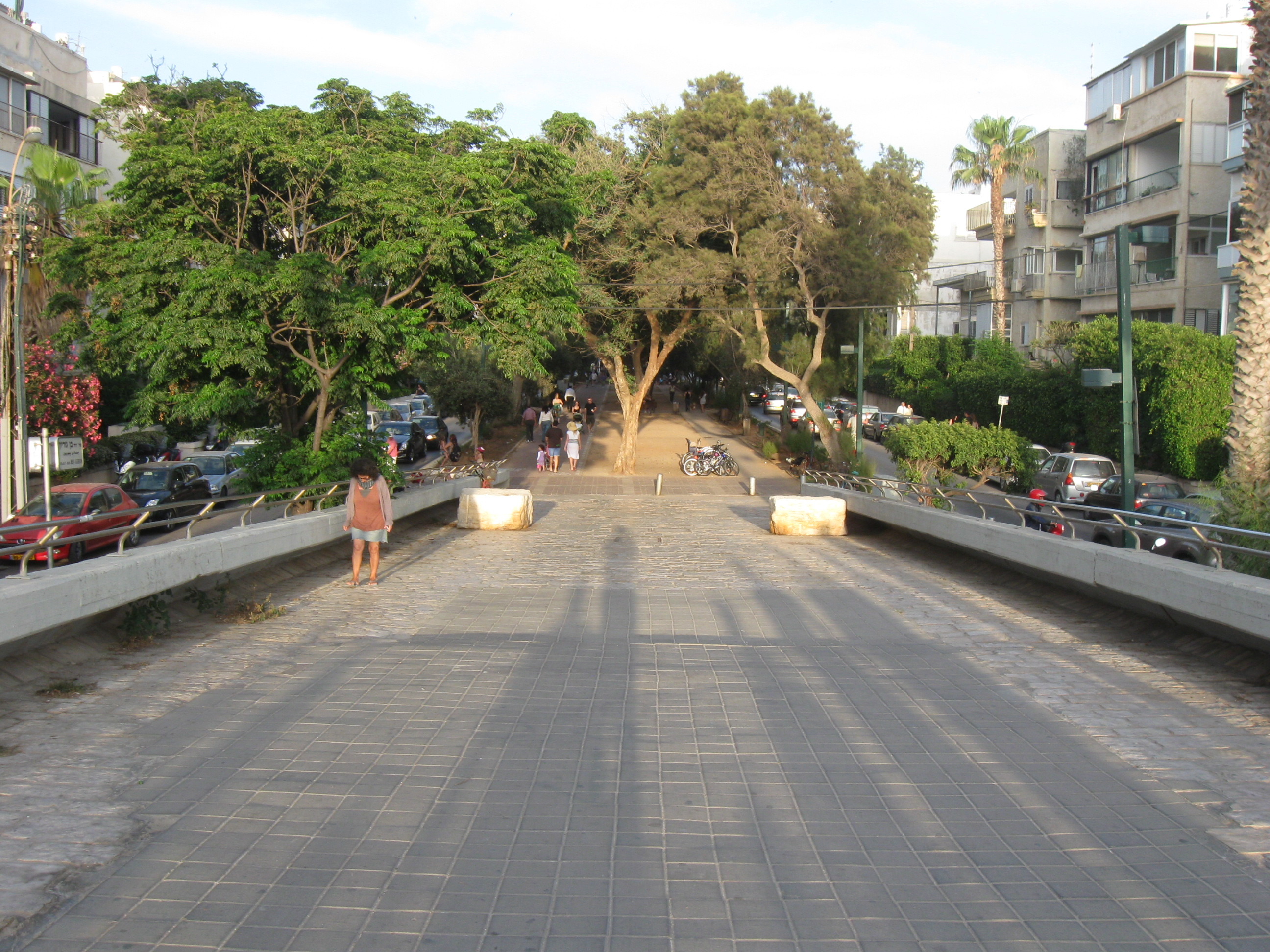
Zástavba v čtvrti Cafon Jašan Merkaz, třída Sderot Ben Gurion

Cafon Jašan Merkaz (hebrejsky: צפון ישן מרכז, doslova Starý sever-střed) je čtvrť v centrální části Tel Avivu v Izraeli. Je součástí správního obvodu Rova 3 a samosprávné jednotky Rova Bnej Dan.

## Geografie
Leží v centrální části Tel Avivu, na pobřeží Středozemního moře, cca 1 kilometr jižně od řeky Jarkon, v nadmořské výšce okolo 20 metrů.

## Popis čtvrti
Čtvrť na severu vymezuje ulice Žabotinsky, na jihu třída Sderot Ben Gurion, na východě ulice Ibn Gvirol a na západě mořské pobřeží, respektive ulice ha-Jarkon a Eli'ezer Peri. Zástavba má charakter husté blokové městské výstavby. Podél mořského břehu vyrůstají výškové komerční a turistické budovy. V roce 2007 tu žilo 10 489 lidí. Obchodní ruch se soustřeďuje podél Dizengoffovy ulice a podél ulice Ben Jehuda.